# John Nesbitt (acteur)
Pour les articles homonymes, voir Nesbitt et John Nesbitt.
John Nesbitt est un acteur, producteur et scénariste canadien né le 23 août 1910 à Victoria (Canada), mort le 10 août 1960 à Carmel-by-the-Sea (États-Unis).

## Filmographie

### comme acteur
- 1938 : The Ship That Died : Narrator (voix)
- 1938 : The Face Behind the Mask : Narrator
- 1938 : That Mothers Might Live : Narrator (voix)
- 1938 : The Forgotten Step : Narrator
- 1938 : Kentucky : Commentator
- 1939 : The Story of Alfred Nobel : Narrator (voix)
- 1939 : The Story of Dr. Jenner : Narrator (voix)
- 1939 : Angel of Mercy : Narrator (voix)
- 1939 : Yankee Doodle Goes to Town : Narrator (voix)
- 1939 : The Giant of Norway : Narrator (voix)
- 1939 : The Story That Couldn't Be Printed : Narrator (voix)
- 1939 : One Against the World : Narrator (voix)
- 1939 : Forgotten Victory : Narrator (voix)
- 1940 : XXX Medico : Narrator (voix)
- 1940 : The Hidden Master : Narrator (voix)
- 1940 : A Way in the Wilderness : Narrator (voix)
- 1940 : Trifles of Importance : Narrator (voix)
- 1940 : We Who Are Young : Narrator (voix)
- 1940 : The Baron and the Rose : Narrator (voix)
- 1940 : Dreams : Narrator (voix)
- 1940 : American Spoken Here : Narrator (voix)
- 1941 : Main Street on the March! : Narrator (voix)
- 1941 : Whispers : Narrator (voix)
- 1941 : More Trifles of Importance : Narrator (voix)
- 1941 : Out of Darkness : Narrator (voix)
- 1941 : Willie and the Mouse : Narrator (voix)
- 1941 : Your Last Act : Narrator (voix)
- 1941 : Of Pups and Puzzles : Narrator (voix)
- 1941 : Hobbies : Narrator (voix)
- 1941 : Strange Testament : Narrator (voix)
- 1942 : Inflation : Radio Announcer (voix)
- 1942 : We Do It Because- : Narrator (voix)
- 1942 : Flag of Mercy : Narrator (voix)
- 1942 : The Woman in the House : Narrator (voix)
- 1942 : The Incredible Stranger : Narrator (voix)
- 1942 : Vendetta : Narrator (voix)
- 1942 : Mr. Blabbermouth! : Narrator (voix)
- 1942 : The Magic Alphabet : Narrator (voix)
- 1942 : The Film That Was Lost : Narrator (voix)
- 1942 : Madero of Mexico : Narrator (voix)
- 1943 : Who's Superstitious? : Narrator (voix)
- 1943 : That's Why I Left You : Narrator (voix)
- 1943 : Nursery Rhyme Mysteries : Narrator (voix)
- 1943 : Don't You Believe It : Narrator (voix)
- 1943 : Trifles That Win Wars : Narrator (voix)
- 1943 : Forgotten Treasure : Narrator (voix)
- 1943 : To My Unborn Son : Narrator (voix)
- 1943 : This Is Tomorrow : Narrator (voix)
- 1944 : J'avais cinq fils (The Sullivans) : Admiral
- 1944 : Song of Russia : Radio Commentator
- 1944 : Main Street Today : Narrator (voix)
- 1944 : The Immortal Blacksmith : Narrator (voix)
- 1944 : Return from Nowhere : Narrator (voix)
- 1945 : It Looks Like Rain : Narrator / Radio Announcer (voix)
- 1945 : The Seesaw and the Shoes : Narrator (voix)
- 1945 : The Great American Mug : Narrator (voix)
- 1945 : Stairway to Light : Narrator (voix)
- 1945 : Golden Hunch : Narrator (voix)
- 1946 : The Great Morgan : Narrator of Passing Parade
- 1946 : Magic on a Stick : Narrator (voix)
- 1946 : Our Old Car : Narrator (voix)
- 1947 : L'As du cinéma (Merton of the Movies) de Robert Alton : Opening Narrator (non crédité) (voix)
- 1947 : A Really Important Person : Narrator (voix)
- 1947 : Goodbye, Miss Turlock : Narrator (voix)
- 1947 : Tennis in Rhythm : Narrator (voix)
- 1947 : The Amazing Mr. Nordill : Narrator (voix)
- 1947 : Miracle in a Cornfield : Narrator (voix)
- 1948 : It Can't Be Done : Narrator (voix)
- 1948 : Annie Was a Wonder : Narrator (voix)
- 1948 : My Old Town : Narrator (voix)
- 1948 : Souvenirs of Death : Narrator (voix)
- 1948 : The Fabulous Fraud : Narrator (voix)
- 1949 : Mr. Whitney Had a Notion : Narrator (voix)

### comme producteur
- 1938 : They Live Again
- 1938 : That Mothers Might Live
- 1938 : The Forgotten Step
- 1938 : Joaquin Murrieta
- 1938 : Passing Parade
- 1938 : The City of Little Men
- 1939 : New Roadways
- 1939 : The Story of Alfred Nobel
- 1939 : The Story of Dr. Jenner
- 1939 : Yankee Doodle Goes to Town
- 1939 : The Giant of Norway
- 1939 : The Story That Couldn't Be Printed
- 1939 : One Against the World
- 1939 : Forgotten Victory
- 1940 : XXX Medico
- 1940 : The Hidden Master
- 1940 : A Way in the Wilderness
- 1940 : Trifles of Importance
- 1940 : The Baron and the Rose
- 1940 : Dreams
- 1940 : American Spoken Here
- 1941 : Main Street on the March!
- 1941 : More Trifles of Importance
- 1941 : Willie and the Mouse
- 1941 : Your Last Act
- 1941 : Of Pups and Puzzles
- 1941 : Hobbies
- 1941 : Strange Testament
- 1942 : We Do It Because-
- 1942 : Flag of Mercy
- 1942 : The Woman in the House
- 1942 : The Incredible Stranger
- 1942 : The Magic Alphabet
- 1942 : Famous Boners
- 1942 : The Film That Was Lost
- 1942 : Madero of Mexico
- 1943 : Who's Superstitious?
- 1943 : That's Why I Left You
- 1943 : Nursery Rhyme Mysteries
- 1943 : Don't You Believe It
- 1943 : Trifles That Win Wars
- 1943 : To My Unborn Son
- 1943 : This Is Tomorrow
- 1944 : The Immortal Blacksmith
- 1944 : Grandpa Called It Art
- 1944 : Return from Nowhere
- 1944 : A Lady Fights Back
- 1945 : It Looks Like Rain
- 1945 : The Seesaw and the Shoes
- 1945 : The Great American Mug
- 1945 : People on Paper
- 1945 : Golden Hunch
- 1946 : Magic on a Stick
- 1946 : Our Old Car
- 1947 : A Really Important Person
- 1947 : Goodbye, Miss Turlock
- 1947 : Tennis in Rhythm
- 1947 : The Amazing Mr. Nordill
- 1947 : Miracle in a Cornfield
- 1948 : It Can't Be Done
- 1948 : Annie Was a Wonder
- 1948 : My Old Town
- 1948 : Souvenirs of Death
- 1949 : Clues to Adventure
- 1949 : City of Children

### comme scénariste
- 1938 : The Forgotten Step
- 1940 : Trifles of Importance
- 1944 : The Immortal Blacksmith
- 1945 : People on Paper
- 1947 : Goodbye, Miss Turlock
- 1947 : The Amazing Mr. Nordill
- 1947 : Miracle in a Cornfield
- 1948 : Annie Was a Wonder
- 1948 : My Old Town
- 1948 : The Fabulous Fraud
- 1949 : Clues to Adventure
- 1949 : Mr. Whitney Had a Notion